# Senate Avenue YMCA
La Senate Avenue YMCA, establecida en 1912 en Indianápolis, Indiana, tuvo más miembros que cualquier otra YMCA afroestadounidense en los Estados Unidos durante medio siglo. Durante la Segunda Guerra Mundial, la organización contaba con más de 3000 miembros.

## Historia
Por invitación de los líderes de la YMCA de Indianápolis, Jesse E. Moorland visitó la ciudad a principios del siglo XX y recomendó el establecimiento de una nueva sucursal de la YMCA para la población negra de la ciudad. Al mismo tiempo, en 1900, dos médicos de la Novena Iglesia Presbiteriana, Henry L. Hummons y Dan H. Brown, crearon una Banda de Oración para Hombres Jóvenes. Comenzó con diecisiete miembros. Dos años más tarde, la YMCA de Indiana reconoció a la organización. En 1910, el grupo también se estableció como rama oficial de la YMCA afroestadounidense. En 1912, la organización contaba con más de 500 miembros. En la década de 1940, el número de miembros aumentó a más de 3000 personas. Hasta mediados del siglo XX, la membresía de la rama era mayor que la de cualquier otra YMCA afroestadounidense.
En 1904, la organización lanzó una serie de conferencias titulada «Monster Meetings». Los eventos con una gran asistencia incluyeron conferencias públicas de conocidos afroamericanos y otras figuras públicas. Los oradores en estas reuniones incluyeron a Alain Locke, Countee Cullen, George S. Schuyler, Herman B. Wells, Jesse Owens, Langston Hughes, W. E. B. Du Bois, George Washington Carver, Martin Luther King, Thurgood Marshall, Adam Clayton Powell, Paul Robeson, Jackie Robinson y Eleanor Roosevelt.
Durante los primeros años la organización se reunía en hogares, iglesias y en la Flanner House. En 1910, la organización respondió a un esfuerzo de recaudación de fondos patrocinado por Julius Rosenwald, quien dirigía Sears, Roebuck & Company. Rosenwald prometió donar 25 000 dólares a cualquier YMCA negra que pudiera recaudar 75 000 dólares. La comunidad de Indianápolis igualó esta marca recaudando 100 000 dólares en diez días en octubre de 1911. Madam C. J. Walker donó $1000 para el edificio.

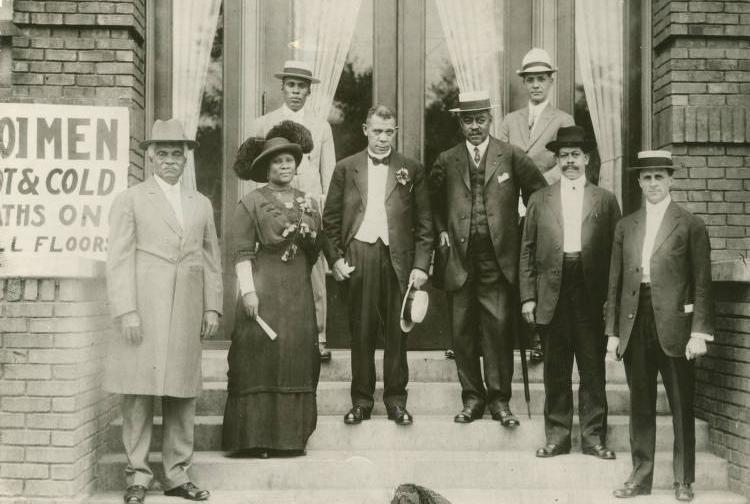
Fotografía de la ceremonia de dedicación, 1913.

Más de 5000 personas asistieron a la inauguración el 28 de julio de 1912, en la esquina de Michigan Street e Indiana Avenue. La construcción comenzó ese mismo año en octubre. Una semana antes de la dedicación, la comunidad celebró una semana de eventos para celebrar el nuevo edificio. El edificio se inauguró en 1913 y a la dedicación asistieron Madame C. J. Walker, Booker T. Washington y otros destacados líderes comunitarios.
La Senate Avenue YMCA fue dirigida por Faburn DeFrantz de 1916 a 1952. Bajo el liderazgo de DeFrantz, la organización mantuvo un enfoque en la educación política, la participación cívica y la abolición de la segregación. Bajo su liderazgo, las Monster Meetings, que se celebraban los domingos, cambiaron su enfoque de los temas religiosos a cuestiones sociales y políticas. También dio prioridad a la realización de eventos y acciones que se centraran en la desegregación dentro de Indiana.
El Senate Avenue YMCA debe su nombre a que estaba ubicado cerca de un vecindario afroestadounidense, Senate Avenue, de más de 30 000 personas. Sin embargo, la organización YMCA eliminó la segregación en los Estados Unidos en 1946. Como resultado, el Senate Avenue YMCA se disolvió en 1959 y se trasladó a un nuevo edificio para atender a una membresía integrada, el Fall Creek YMCA. Aunque Fall Creek YMCA era una sucursal integrada, la mayoría de los miembros eran negros. Cerca del final del siglo XX, Fall Creek YMCA luchó por mantener su membresía. Con informes de noticias que citaban la creación de carreteras interestatales y el campus universitario de IUPUI (los cuales demolieron gran parte del vecindario negro local), la sucursal cerró en 2002.

## Legado
El papel de la Senate Avenue YMCA y su importancia para la comunidad de Indianápolis se conmemoró con la colocación de un marcador histórico en 2016, instalado cerca de donde una vez estuvo el edificio en 420 N. Senator Avenue. Aunque la ubicación ya no existe, la YMCA del Gran Indianápolis relanzó la serie de conferencias «Monster Meeting» y continúa invitando a oradores para abordar temas relacionados con la reconciliación racial. En 2022, el orador invitado fue Ilyasah Shabazz.